# AM 0644-741
AM 0644-741是無棒透鏡星系和環星系的組合，位於南天飛魚座的方向，距離地球3億光年。淡黃的核曾經是一個正常的螺旋星系的中心，環繞著中心的環直徑是150,000光年。理論上，環是星系形成之後與另一個星系交互作用，觸發了引力的擾動，使灰塵凝結導致恆星的形成，並迫使它們離開星系成為環狀。這個環是年輕、大質量、高溫的藍色恆星猖獗形成的區域。沿著環的粉紅色區域是受到來自炙熱藍色恆星的強烈紫外線照射，發出螢光的稀薄氫氣體雲層。星系模擬的模型顯示AM 0644-741的環還會繼續擴大，而大約在3億年後就會開始瓦解。